# Jeju Air
Jeju Air — южнокорейская авиакомпания, базирующаяся в городе Чеджу. Компания организует регулярные рейсы между островом Чеджу и континентальной частью Кореи, а также ряд чартерных рейсов.

## История
Компания была основана в январе 2005 года, а первый рейс совершила 2 июня 2006 года. 75% акций Jeju Air принадлежит компании Aekyung Group, а 25% — Провинции Чеджу. 11 июля 2008 года Jeju Air выполнил первый международный рейс из Чеджу в Хиросиму.
Как сообщает южнокорейское агентство Yonhap, 29 декабря 2024 года самолёт компании Jeju Air летевший из Бангкока при посадке в аэропорту Муан, расположенном в 288 км от Сеула на юго-западе страны, выкатился за пределы взлетно-посадочной полосы и врезался в бетонное ограждение. Объятый пламенем самолёт развалился на две части. Бо́льшая часть пассажиров, 173 человека, — граждане Южной Кореи, еще двое — граждане Таиланда погибли, 2 пассажира остались живы — две стюардессы, спасенные из хвостовой части самолета. За всю историю компании Jeju Air, осуществляющей полеты с 2006 года, это первый инцидент, который привел к жертвам. В 2007 году самолет компании выкатился за пределы взлетно-посадочной полосы в аэропорту Кимхэ (Пусан). Тогда шесть пассажиров получили легкие травмы. 

## Воздушный флот
В августе 2021 года флот Jeju Air состоял из 40 самолетов, средний возраст которых 12,2 лет:
| Тип самолёта   | В эксплуатации | Заказано | Пассажирских мест | Пассажирских мест | Пассажирских мест | Примечания |
| Тип самолёта   | В эксплуатации | Заказано | C                 | Y                 | Всего             | Примечания |
| Boeing 737-800 | 40             | —        | 0                 | 189               | 189               |            |
| Всего:         | 40             | 0        |                   |                   |                   |            |

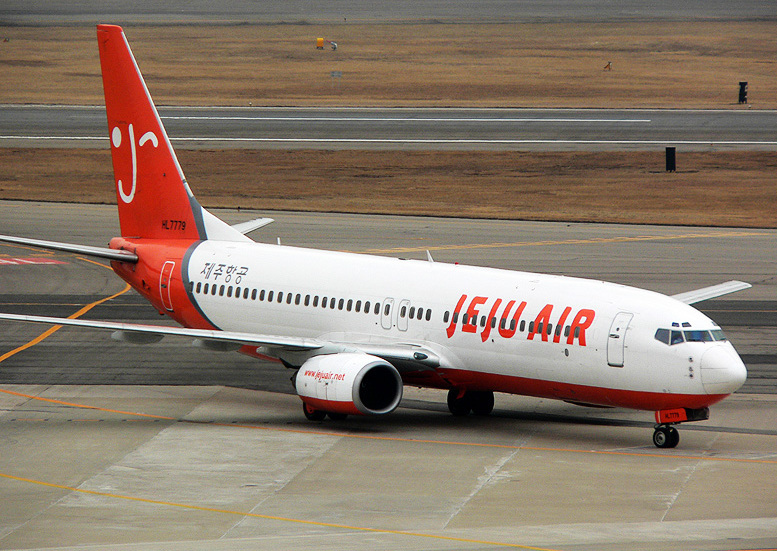
Boeing 737-800 компании Jeju Air